# Саскіа Бартусяк
Саскіа Бартусяк (нім. Saskia Bartusiak, 9 вересня 1982, Франкфурт-на-Майні) — німецька футболістка, Олімпійська чемпіонка. Захисник футбольної команди 1.ФК «Франкфурт». Виступала за національну збірну Німеччини.

## Ігрова кар'єра
Вихованка клубів «Ешершейм» і «Франкфурт».
Саскіа розпочала свою кар'єру 2000 виступами за дорослу команду ФК «Франкфурт». За п'ять сезонів відіграла 101 матч в яких забила 26 голів.
У 2005 перейшла до іншої команди з Франкфурту 1.ФК «Франкфурт». Вже в складі цього франкфуртського клубу вигравала жіночу Лігу чемпіонів УЄФА.

## Збірна
У складі юніорської збірної Німеччини провела 1 матч.
У складі молодіжної збірної Німеччини, провела 11 матчів. 
У складі національної збірної Німеччини виступала з 2007 по 2016. З 17 вересня 2015, капітан збірної.
У вересні 2016 після здобуття золотих нагород Олімпійських ігор, оголосила про завершення кар'єри гравчині в національній збірній.

### Голи в складі збірної
| Бартусяк – голи за національну збірну | Бартусяк – голи за національну збірну | Бартусяк – голи за національну збірну | Бартусяк – голи за національну збірну | Бартусяк – голи за національну збірну | Бартусяк – голи за національну збірну | Бартусяк – голи за національну збірну |
| #                                     | Дата                                  | Місце                                 | Суперник                              | Гол                                   | Рахунок                               | Турнір                                |
| ------------------------------------- | ------------------------------------- | ------------------------------------- | ------------------------------------- | ------------------------------------- | ------------------------------------- | ------------------------------------- |
| 1.                                    | 27 листопада 2013                     | Осієк, Хорватія                       | Хорватія                              | 8–0                                   | 8–0                                   | Кваліфікація ЧС-2015                  |
| 2.                                    | 22 липня 2016                         | Падерборн, Німеччина                  | Гана                                  | 5–0                                   | 11–0                                  | Товариський матч                      |
| 3.                                    | 6 серпня 2016                         | Сан-Паулу, Бразилія                   | Австралія                             | 2–2                                   | 2–2                                   | Олімпійські ігри 2016                 |

## Титули і досягнення

### Клубні
1.ФК «Франкфурт»
- Чемпіонка Німеччини (2): 2007, 2008
- Володарка Ліги чемпіонів (2): 2007, 2008
- Володарка Кубка Німеччини (4): 2007, 2008, 2011, 2014

### Збірна
- Чемпіонка світу (1): 2007
- Чемпіонка Європи (2): 2009, 2013
- Олімпійська чемпіонка (1): 2016.
- Чемпіонка Європи серед юніорок (1): 2000
- Бронзова призерка Олімпійських ігор (1): 2008.